# Сант'Алесио кон Виалоне
Сант'Алѐсио кон Виало̀не (на италиански: Sant'Alessio con Vialone; на ломбардски: Sant'Aless, Sant'Aless) е община в Северна Италия, провинция Павия, регион Ломбардия. Административен център на общината е село Сант'Алесио (на италиански: Sant'Alessio), което е разположено на 83 m надморска височина. Населението на общината е 959 души (към 2017 г.).